# Gymnastes tridens
Gymnastes tridens är en tvåvingeart som beskrevs av Alexander 1967. Gymnastes tridens ingår i släktet Gymnastes och familjen småharkrankar.
Artens utbredningsområde är Thailand. Inga underarter finns listade i Catalogue of Life.